# کلاتیچوو
کلاتیچوو (به صربی: Klatičevo) یک روستا در صربستان است که در Moravica District واقع شده‌است.
 کلاتیچوو  ۲۸۱ نفر جمعیت دارد.